# Robert Rothbart
Robert Rothbart (en hébreu : רוברט רות'בארט), né Boris Kajmaković, le 16 juin 1986, à Sarajevo, dans la République fédérative socialiste de Yougoslavie, est un joueur bosnien naturalisé israélien de basket-ball. Il évolue au poste de pivot.

## Palmarès
- Champion de Bosnie-Herzégovine 2014